# Lagosuchus
Lagosuchus var ett släkte kräldjur som levde under mitten av trias. Fossil från Lagosuchus har påträffats i Argentina. Den enda kända arten är Lagosuchus talampayensis.
Lagosuchus blev upp till 30 centimeter lång. Den tillhörde dinosauriernas förfäder och hade bakben som liknade dessa, långa och smala med smalbenet nästan dubbelt så långt som låret. Den kunde stå på bakbenen och springa när det behövdes.